# みんなのうたセレクション
「みんなのうたセレクション」は、NHKの音楽番組『みんなのうた』の2006年度の枠の1つ。現在は放送を終了している。
その後2022年1月の深夜に、放送60周年記念の一環として2回放送された。

## 放送時間
- BSハイビジョン 8:55 - （日曜日 過去には土曜日のみ、また月～土曜日の時期も）
- （4月の一時期・10月 - ）BSハイビジョン 6:50 - （土曜日）
- （10月 - ） BSハイビジョン 19:55 - （日曜日）
- （2月 - ） BSハイビジョン 15:55 - （月 - 金曜日）
- 2022年1月23日 1:45 - 2:15
- 2022年1月30日 1:30 - 2:00

## 放送曲一覧

### 2006年度
- 2006年4月 - 5月
  - 悠久の杜（KOKIA）
  - ハピハピ バースディ（岡本真夜）
  - ヒナのうた（柴草玲）
  - わたげのお散歩（イノトモ）
- 2006年6月 - 7月
  - タチツテト手を（ヘンリー・バンドWithM）
  - Time〜時のしおり〜（鈴木建吾）
  - パパとあなたの影ぼうし（太田裕美）
  - グラスホッパー物語（高見のっぽ）
- 2006年8月 - 9月
  - よこはま詩集（ダ・カーポ）
  - 恋花火（諫山実生）
  - 名もなき君へ（Yae）
- 2006年10月 - 11月
  - セルの恋（中川晃教）
  - 大きな古時計（平井堅）
  - ゆびきり（つじあやの）
- 2006年12月 - 2007年1月
  - グラスホッパー物語（高見のっぽ）
- 2007年2月 - 3月
  - 愛だったんだよ（玉置浩二）
  - ママの結婚（坂田おさむ）
  - チグエソ 地球の空の下で（ユ・ヘジュン）
  - 夢見るジャンプ（平川地一丁目）
  - 涙のチカラ（花*花）
  - ひよこぶたのテーマPART2。（Cocco）
  - アオゾラ（吉本佳代）

### 2022年版
- 2022年1月23日
  - コンピューターおばあちゃん（酒井司優子） - 映像はマイナーチェンジ版（詳細）。
  - 金魚のジョン（ホタルライトヒルズバンド）
  - おじいちゃんちへいこう（氷川きよし）
  - わらいかわせみに話すなよ（楠トシエ） - カラーリメイク版（製作時期不明）。
  - 赤鬼と青鬼のタンゴ（1984年版）（尾藤イサオ） - ステレオ音声版。
  - 天使のパンツ（むとうかんぺい、むとうりつこ）
  - 3341（坂口有望）
  - しあわせのうた（榊原郁恵）
  - まっくら森の歌（谷山浩子）
  - 山鳩ワルツ（クレイジーケンバンド）
  - 大きな古時計（1973年版）（立川清登、長門美保歌劇団児童合唱部）
  - 風と共に（エレファントカシマシ）
- 2022年1月30日
  - ぼくはくま（宇多田ヒカル）
  - ビーフストロガノフ（ショピン）
  - 星うらないキラキラ（中島義実）
  - ラジャ・マハラジャー（戸川純、東京放送児童合唱団）
  - アスタ・ルエゴ 〜さよなら月の猫〜（研ナオコ）
  - 北風小僧の寒太郎（1974年版）（堺正章、東京放送児童合唱団） - オールアニメ版。
  - アフターマン（岡村明美）
  - おはようクレヨン（谷山浩子）
  - うんだらか うだすぽん（ハナレグミとうんだらか楽団）
  - 名もない花のように（AKEMI）
  - あさな ゆうな（城南海）
  - 小さきものたち（MAN WITH A MISSION）